# Bătălia de la Jena
Bătălia de la Jena a avut loc la 14 octombrie 1806 și a opus o armată franceză comandată de Împăratul Napoleon I unei armate prusace inferioare numeric, comandate de Prințul Hohenlohe. Bătălia s-a încheiat cu victoria zdrobitoare a francezilor, prusacii pierzând aproape jumătate din trupele cu care au început bătălia. Confruntarea a avut loc în același timp cu Bătălia de la Auerstaedt, unde mareșalul Davout a zdrobit armata principală prusacă, deși raportul de forțe era de 2/1 în favoarea prusacilor.
Războiul dintre Prusia și Franța a început ca urmare a tensiunilor acumulate în urma dizolvării Sfântului Imperiu Roman, în urma victoriilor lui Napoleon în fața Austriei. Negocierile complicate dintre Napoleon și Prusia au adus la războiul dintre cele doua țări. Soarta Prusiei a fost însă rapid pecetluită, în numai șase zile armata lui Frederic al III-lea fiind total anihilată, ca rezultat al înfrângerii din bătăliile gemene de la Jena-Auerstaedt. Napoleon a zdrobit Prusia și, din acest moment, suveranul Hohenzollern a renunțat la numeroasele titluri rămase fără semnificație (cum ar fi cel de elector de Brandenburg) și din acest moment a fost cunoscut doar sub titlul de "Rege al Prusiei". Berlinul este ocupat, iar pacea va fi încheiată în termeni foarte duri pentru prusaci: numeroasele pierderi teritoriale și despăgubirile de război transformau Prusia într-un stat de importanță secundară. În urma înfrângerii Prusiei la Bătălia de la Jena, regele Frederic Wilhelm al III-lea al Prusiei s-a retras la Memel, iar după Tratatul de la Tilsit din 1807 Prusia a pierdut jumătate din teritoriul său. Acesta cuprindea câștigurile din ultimele două împărțiri ale Poloniei care au revenit Marele Ducat al Varșoviei și toate teritoriile de la vest de râul Elba. Regele a fost obligat să finanțeze trupele franceze de ocupație și să devină aliat al Franței.
Vezi și Războiul în epoca napoleoniană